# إنسولين إيكودك
إنسولين إيكودك هو إنسولين فوق طويل المفعول يستخدم لعلاج كل من النوع الأول والنوع الثاني من داء السكري. يُستخدام عن طريق الحقن تحت الجلد.
طورته شركة نوفو نورديسك.
يبلغ عمر النصف للبلازما أكثر من ثمانية أيام (مقارنة بخمسة وعشرين ساعة من أطول نظير للأنسولين السابق وهو إنسولين ديجلوديك)، مما يجعله إنسولين أساسي يؤخذ مرة واحدة في الأسبوع.